# Vania l'orphelin
Pour plus de détails, voir Fiche technique et Distribution.
Vania l'orphelin (Сын полка) est un film soviétique réalisé par Vassili Markelovitch Pronine, sorti en 1946,.

## Fiche technique
- Photographie : Graïr Garibian
- Musique : Anatoli Lepine
- Décors : Piotr Beïtner

## Distribution
- Youri Yankine : Vania Sojntsev (comme Youra Yankine)
- Alexandre Morozov : Capt. Yenakiev
- Pavel Volkov : Vassili Ivanovitch
- Nikolaï Parfionov : Gorbounov
- Grigori Ploujnik : Bidenko
- Vladimir Sinev : Cpl. Voznessenski (comme Vova Sinev)
- Arkadi Arkadiev :
- Alexandre Timontaïev :
- Sofia Garrel :
- Stanislav Tchekan :
- Nikolaï Yakhontov : Sobolev
- Sergueï Tchekan : (1970 version) (voix)
- Vladimir Ferapontov : (1970 version) (voix)
- Sacha Gouskov : (1970 version) (voix)
- Rudolf Pankov : (1970 version) (voix)
- Andrei Petrov :
- Vladimir Tikhonov : (1970 version) (voix)
- V. Zoubariev : (1970 version) (voix)
- Alexandre Roumnev : apparition (non crédité)